# 越知道路
越知道路（おちどうろ）は、高知県高岡郡越知町越知丙から同町野老山に至る、延長4.0kmの国道33号バイパスである。この区間は国道33号のなかでも特に線形が悪く、地すべり地帯でもあるため、災害や雨量規制に伴う通行止めを解消する目的で計画されたものである。地域高規格道路・高知松山自動車道 の一部となっている。

## 概要
- 起点：高岡郡越知町越知丙[1]
- 終点：高岡郡越知町野老山[1]
- 延長：4 km[1]
- 規格：第3種第2級[1]
- 車線数：完成2車線[1]
- 道路幅員：10.5m[1]
- 車線幅員：3.25m[1]
- 設計速度：60km/h[1]

## 沿革
- 1996年（平成8年）4月 - 事業化[1]
- 1999年（平成11年）4月 - 工事着手[1]
- 2007年（平成19年）6月9日 - 高岡郡越知町越知丁から越知町野老山間1.0kmが供用開始[2]
- 2023年（令和5年）6月10日 - 2工区のバイパス区間1.8kmが開通[3]。